# Pernilla Stalfelt

Pernilla Stalfelt

Pernilla Stalfelt (* 1962 in Örebro) ist eine schwedische Kinderbuchillustratorin und -autorin. In ihren Büchern beschäftigt sie sich auch mit schwierigen Themen, unter anderem in dem Buch Und was kommt dann? mit dem Tod. Und was kommt dann? wurde 2001 für den Deutschen Jugendliteraturpreis nominiert.

## Werke
- 2000 Und was kommt dann? (schwedisch Dödenboken)
- 2002 Wenn Herzen klopfen (schwedisch Kärlekboken)
- 2005 So ein Kack (schwedisch Bajsboken)
- 2008 Ich mach dich platt! (schwedisch Våldboken; alle für den Moritz Verlag übersetzt von Birgitta Kicherer).
- Vem ar du? En bok om tolerans. Rebén & Sjögren, Stockholm 2012, ISBN 978-91-29-68094-2.
  - 2014 So bin ich und wie bist du, übersetzt von Birgitta Kicherer. Klett Kinderbuch, Leipzig 2014, ISBN 978-3-95470-097-4.[1]

## Auszeichnungen
- 1997: Elsa Beskow-Plakette
- 2001: Expressens Heffaklump
- 2001: Nominierung für den Deutschen Jugendliteraturpreis („Und was kommt dann? Das Kinderbuch vom Tod“)
- 2004: Astrid-Lindgren-Preis